# Antonio Taglioni
Antonio Taglioni, detto Tonino (Lugo di Romagna, 5 luglio 1939 – Roma, 26 agosto 2001), è stato un regista teatrale e direttore artistico italiano.

## Biografia
Laureatosi in farmacia all'università di Bologna, ma dotato di una solida preparazione umanistica, si dedica presto al teatro e alla ricerca drammaturgica e librettistica italiana del Sei-Settecento.

Nel 1973 cura la regia di Didone abbandonata di Pietro Metastasio, rivista nel 1992 per il Teatro Rossini di Lugo con Pier Luigi Cervellati (autore anche del restauro architettonico degli spazi). Nel 1974 ritrova durante ricerche d’archivio la partitura inedita de La Laurinda ovvero Il Biante di Alessandro Stradella (1643-1682) e cura la revisione critica del libretto e della parte letteraria dell'opera. 
Brivido erudito, l'anno scorso, alla Biblioteca Estense di Modena. 'Ricercatore drammatico", forse tentato come ogni detective di inediti e di enigmi cartacei dal gusto sottile dell'apocrifo, Antonio Taglioni scopre "sommersa dall'evidenza" una partitura dello Stradella. "Era là, alla portata di tutti", dice infatti Taglioni, con enigmatica indulgenza verso quanti si sono lasciati sfuggire tanto boccone" (Antonio Debenedetti, 1977)
La Laurinda ovvero Il Biante sarà messa in scena al Festival dell'Infiorata di Genzano nel giugno del 1977 dopo alcune revisioni. Scrive Antonio Debenedetti sul Corriere della Sera (1977): "dopo il primo rinvenimento [Taglioni] è venuto a capo di un secondo manoscritto, procedendo così a opportuni confronti (possibili varianti ecc.") [...] Dirige, in antico abito turchesco, [Herbert] Handt. Il quale, occorre aggiungere, ha proceduto anche alla revisione e elaborazione della partitura." Aggiunge Ermanno Garganti su Paese Sera:
il revisore ha dovuto reinventare il basso continuo nei recitativi, ovviare a lacune dei manoscritti: Stradella non indica per esempio gli strumenti da usare o la musica da eseguire in alcuni passi dell'operina: Handt ha dovuto servirsi di altre musiche stradelliane. Del "Biante" sono giunte a noi, in ogni caso, le pagine più rilevanti: già in esse, che sviluppano modelli della musica di Monteverdi e di Cavalli, si scopre la prima forma di recitativo e dell'aria con il da capo.
Nel 1974 partecipa con la ricerca drammaturgica e la traduzione dei testi alla realizzazione dello spettacolo-laboratorio Soprannaturale, potere, violenza, erotismo in Shakespeare, un collage di Taglioni e Giancarlo Cobelli (da Macbeth, Amleto, Riccardo III, Enrico VI, Romeo e Giulietta e dal Dottor Faust di Christopher Marlowe) per il Teatro Stabile dell’Aquila interpretato, tra gli altri, da Emilio Bonucci, Antonietta Carbonetti, Laura Tanziani e Giancarlo Prati. Nel 1976, durante ricerche d'archivio, ritrova il manoscritto autografo e inedito di Elektra di Hugo von Hoffmannsthal, scritto in francese per Eleonora Duse, che non lo ha mai rappresentato. 
Non ci sono dubbi sull'autenticità del testo? Ripeto che si tratta di un manoscritto di pugno di Hoffmannstahl: è stato esaminato dagli esperti della Fischer [Verlage] in Germania e dallo stesso prof. [Rudolf] Hirsch. È sicuramente del poeta austriaco. Meno chiare sono, invece, le circostanze che impedirono la messa in scena del lavoro. Siamo in grado, però, di fornirne una ricostruzione più che plausibile. Tutto dipese, io credo, dalla rottura del sodalizio tra la Duse e [Edward] Gordon Craig, al quale era stata affidata la realizzazione dei bozzetti per le scene di quella Elettra. I bozzetti, realmente eseguiti, li abbiamo ritrovati a Vienna. Accadde che, in seguito a un malinteso sulle scene che Gordon Craig aveva preparato per un dramma di Ibsen interpretato dalla stessa Duse, si produsse tra il grande scenografo e la celebre attrice un dissenso insanabile, che rese impossibile qualsiasi futuro comune impegno. In quella crisi fu travolta anche l'Elettra di Hoffmannsthal e del progetto non si fece più niente. Il manoscritto, non si sa se restò nelle mani della Duse o in possesso di [Giovanni] Pozza, fatto sta che se ne persero le tracce. (Stinchelli 1977)
Nel 1978 è relatore al convegno di studi Hugo von Hoffmannsthal: una "Elektra" per la Duse organizzato dall'Istituto Austriaco di Cultura in Roma e dall'Istituto Italiano di Studi Germanici con un intervento dal titolo "Parola e realtà, l'attualità di Hoffmannsthal per la scena italiana"; nello stesso anno cura la regia della mai rappresentata Elektra per la Duse al Teatro Stabile di Bolzano con Piera degli Esposti, Marisa Mantovani e Giselda Castrini (sua compagna nella vita), con scene e costumi di Uberto Bertacca. Nello stesso anno pubblica la traduzione italiana di Elektra, con una sua premessa e testo originale a fronte, presso Mondadori. 
Per chi si occupa di teatro e dedica gran parte del proprio tempo alla ricerca di testi dimenticati o che, nati per il palcoscenico, non hanno mai potuto raggiungere la loro naturale destinazione, è sempre un fatto emozionante "trovare" l'opera importante, il grande autore. È facile immaginare il mio stato d'animo quando, rovistando nell'ennesimo archivio, mi sono trovato tra le mani un fascicolo manoscritto in lingua francese sommariamente rilegato. Il primo di quei fogli (sessantacinque per l'esattezza), quasi un regolare frontespizio sufficiente a intuire l'importanza del reperto, riportava: "Hugo von Hoffmannsthal / Elektra / Tragédie en un acte / Traduction / Exemplaire unique, pour servir à / Madame Duse / H.H." 
Sempre del 1978 sono le collaborazioni con le stagioni liriche del Teatro dei Rassicurati di Montecarlo (Lucca) e con il Festival Internazionale di Marlia Archiviato il 12 giugno 2020 in Internet Archive. nelle Ville Lucchesi, con le regie liriche di Elisir d’amore di Gaetano Donizetti, de La serva padrona nelle edizioni di Giovanni Battista Pergolesi e di Giovanni Paisiello, dirette da Herbert Handt, con scene e costumi di Mino Maccari. Nel 1979 cura la regia per il Teatro Stabile di Bolzano de Il principe di Homburg di Heinrich von Kleist con Ivo Garrani, Paola Mannoni ed Emilio Bonucci e la ripresa di Elektra per la XII Rassegna Internazionale dei Teatri stabili a Firenze dal titolo I greci nostri contemporanei.
Nel 1980 mette in scena per il Teatro Giulio Cesare di Roma La Mandragola di Niccolò Machiavelli con Adolfo Celi, Gianrico Tedeschi, Aldo Reggiani, Roberto Sturno, Marianella Laszlo e Giselda Castrini. Per la stagione lirica 1980-1981 del Teatro dell’Opera di Genova mette in scena I pescatori di perle di Georges Bizet con scene e costumi di Gabbris Ferrari, interpretato da Mariella Devia, Carlo de Bortoli e Alberto Noli. Nello stesso anno cura la traduzione e la regia della prima rappresentazione in epoca moderna de Il pedante beffato, l'unica commedia scritta da Cyrano de Bergerac, con Graziano Giusti, Dario Cantarelli, Giselda Castrini, che inaugura al Teatro dei Differenti la stagione del festival Opera Barga.

Del 1983 sono regia, scene e costumi per la prima rappresentazione in epoca moderna de L’empio punito (lirica) di Alessandro Melani con la direzione di Herbert Handt. Nel 1984 cura l’adattamento e la regia della prima rappresentazione in epoca moderna de L'Orfeo di Angelo Poliziano e Claudio Monteverdi (prosa/lirica) e la regia di Madama Butterfly di Giacomo Puccini diretta da Filippo Zigante per l’Arena Sferisterio di Macerata, con scene e costumi di Ulisse Santicchi, con Yōko Watanabe e Gianfranco Cecchele. Nel 1985 torna alla prosa con la regia di Jacques e il suo padrone di Milan Kundera per il Teatro Trianon di Roma, con scene e costumi di Ulisse Santicchi, con Ezio Marano, Gianfranco Varetto e Giselda Castrini. Nel 1986 per il Festival Bisanzio di Rossano cura la regia di Mozart e Salieri (prosa) di Aleksandr Sergeevič Puškin, con Michele Placido e Filippo Brazza, e il Mozart e Salieri (lirica) in lingua originale di Nikolaj Andreevič Rimskij-Korsakov, diretto da Herbert Handt con Gastone Sarti e Enrico Facini, il cui libretto segue fedelmente, con alcuni tagli di lieve entità, il testo teatrale della “piccola tragedia” di Puškin. A partire dalla metà degli anni Ottanta affianca all'attività registica quella di direzione artistica, tra cui è stata segnalata per rilevanza quella del Teatro Rossini di Lugo:
La prima fu Il mercato di Malmantile di Cimarosa, poi vennero La scala di seta di Rossini, Il Mondo della Luna di Galuppi, quindi I pazzi per progetto, Le convenienze teatrali e Betly di Donizetti. Ad esse vanno aggiunti ancora Catone in Utica di Leonardo Vinci e Achille di Ferdinando Paer. Sono i titoli di quella sorta di piccola utopia realizzata che caratterizza dal 1986 l'attività del rinato Teatro Rossini di Lugo. Un'attività dedicata programmaticamente, per volontà del suo direttore Antonio Taglioni, all'esplorazione di quella sterminata produzione operistica che, dopo aver costituito il nerbo della vita musicale italiana dei secoli scorsi, non è potuta approdare al rango fortunato di opera di repertorio. Ed ecco allora spiegata questa gragnuola di titoli, per buona parte in prima esecuzione moderna, inediti e sconosciuti a tutti. (Montecchi 1990)
Nel 1987 cura la regia lirica di Il ciarlatano di Domenico Puccini (1772-1815) diretto dal maestro Herbert Handt. Dal 1987 al 1992 curerà la regia di molti spettacoli per Accademia Perduta/Romagna Teatri, tra i quali L’impresario delle Smirne di Carlo Goldoni con Claudio Casadio, Ruggero Sintoni e La dodicesima notte di William Shakespeare con Claudio Casadio e Giorgio Giusti. Nel 1991 scrive la sceneggiatura di due episodi della serie televisiva Vita di padre (Rodolfo Sonego è l'autore del terzo) per Gianni Cavina: tre telefilm di un'ora e mezzo ciascuno, prodotti da Leo Pescarolo e Guido De Laurentiis.
Nel 1996 per il Teatro Alighieri di Ravenna è direttore artistico della produzione de L’Aviatore Dro di Francesco Balilla Pratella, andata in scena al Teatro Rossini di Lugo con la direzione di Gianandrea Gavazzeni e scene, costumi e regia di Sylvano Bussotti. Per il centro Petra Lata - Arte Spazio Immagine di Roma cura l’adattamento e la mise en espace di Tristano di Thomas Mann, tratto dal racconto omonimo, con Edoardo Siravo, Giselda Castrini e Patrizia Prati, e nel 1997 la regia de Le Baccanti di Euripide, con musiche di Matteo D’Amico, coreografie di Anna Catalano, scene e costumi di Ulisse Santicchi, interpretato da Giselda Castrini, Antonio Francioni, Giulio F. Janni e Piero Caretto.

## Direzioni artistiche
Antonio Taglioni ha affiancato all'attività registica la direzione artistica di diversi teatri, sia di prosa sia lirici:
1986-1987: Teatro Trianon, Roma (prosa)
1986: I° Festival Bisanzio, Rossano (opera, prosa e danza)
1983-1996: Pavaglione Estate, Lugo di Romagna (opera e danza, produzioni in collaborazione con Arena Sferisterio di Macerata e con Aterballetto Centro Regionale della Danza)
1986-1996: Teatro Rossini, Lugo di Romagna (opera da camera, barocca, settecentesca e contemporanea)
1997-1999: Petra Lata - Arte Spazio - Immagine, Roma (promozione e confronto-incontro fra i vari linguaggi)

## Riconoscimenti
2003: l’Accademia degli Imperfetti di Meldola (FC) gli conferisce il premio Hesperia Archiviato il 15 marzo 2016 in Internet Archive. alla memoria per aver promosso l’arte e la cultura nella sua regione.
2006: in occasione del ventesimo anniversario della riapertura del Teatro Rossini, il Lugo Opera Festival dedica l'edizione di quell'anno "a Tonino Taglioni, indimenticabile regista e uomo di teatro, che di questa autentica rinascita è stato un indiscusso protagonista"
2007: l’amministrazione comunale di Lugo di Romagna, in riconoscimento per quanto fatto per la riapertura dopo decenni di abbandono del Teatro Rossini,dedica una lapide in suo ricordo nell'atrio dell’edificio.